# 41 Draconis
41 Draconis är en orange stjärna i huvudserien som ligger i stjärnbilden Draken.
41 Dra har visuell magnitud +5,64 och är synlig för blotta ögat vid någorlunda god seeing. Den befinner sig på ett avstånd av ungefär 205 ljusår.